# Theatrum mundi
Theatrum mundi (tradus în română ca teatrul lumii) este o noțiune barocă din care s-au inspirat numeroși scriitori din Franța, Italia și Spania în timpul Secolului de aur care a debutat la sfârșitul secolului al XVI-lea în  Peninsula Iberică. În această accepțiune, lumea este considerată ca o scenă de teatru în care toți oamenii sunt actori.
Filozoful stoic grec Epictet scria: „Nu uita că ești un actor într-o dramă aleasă de cineva mai mare decât tine. Vei juca puțin dacă drama ce ți-ai ales e scurtă; mai mult dacă ți-ai ales o dramă lungă. Datoria ta este să joci frumos rolul primit, dar alegerea nu e a ta”. 
Shakespeare vehiculează această idee în opera sa dramatică, după cum o ilustrează următorul citat: 
„Lumea-ntreagă e o scenă,/
Și toți oamenii-s actori,/
Răsar și pier, cu rândul, fiecare.”
Cum vă place